# Coordonnées personnelles
Les coordonnées personnelles, ou en abrégé coordonnées, désignent, dans le langage surtout parlé, les informations qui permettent de contacter une personne :
civilités, Nom, Prénom, Adresse postale, Numéro de téléphone, Fax, Adresse électronique.
Les coordonnées personnelles :
- peuvent figurer sur une carte de visite,
- être rappelées dans la signature électronique qui figure au bas d'un courriel (fichier texte .txt),
- être indiquées dans un carnet d'adresse.